# Augustyn Kałuża
Augustyn Kałuża (ur. 1 listopada 1948 w Polanach, zm. 6 października 2017 w Będkowie) – matematyk (absolwent Uniwersytetu Marii Skłodowskiej-Curie w Lublinie), nauczyciel III Liceum Ogólnokształcącego im. Adama Mickiewicza we Wrocławiu oraz XIV Liceum Ogólnokształcącego im. Polonii Belgijskiej we Wrocławiu, wykładowca Instytutu Matematycznego Uniwersytetu Wrocławskiego, 
Laureat XVIII Olimpiady Matematycznej (1966/1967), jako uczeń I LO w Zamościu, gdzie zdał maturę w 1967. Był wychowawcą kilku pokoleń olimpijczyków, w tym medalistów Międzynarodowej Olimpiady Matematycznej (m.in. Tomasz Hrycak, Cezary Juszczak, Mateusz Kwaśnicki, Jerzy Marcinkowski, Ludomir Newelski, Adam Sikora,  Michał Śliwiński, Jacek Świątkowski, Jarosław Wróblewski, Jacek Zienkiewicz). Trzykrotnie otrzymał nagrodę Ministra Edukacji Narodowej (dawniej Ministra Oświaty i Wychowania) za wybitne osiągnięcia w pracy dydaktycznej i wychowawczej (1982, 1985, 1994). Jego uczniami byli znani wrocławscy matematycy, między innymi profesorowie Jacek Dziubański, Waldemar Hebisch, Jerzy Marcinkowski, Ludomir Newelski, Piotr Śniady, Jacek Świątkowski, dr hab. Mateusz Kwaśnicki i Jacek Zienkiewicz, dr Jarosław Wróblewski, a także prof. Jacek Brodzki (University of Southampton) oraz kardiolog prof. Piotr Ponikowski (rektor wrocławskiego Uniwersytetu Medycznego w latach 2020-2024). W 2009 Augustyn Kałuża został odznaczony medalem LX-lecia Olimpiady Matematycznej.